# Arundinella pubescens
Arundinella pubescens là một loài thực vật có hoa trong họ Hòa thảo. Loài này được Merr. & Hack. mô tả khoa học đầu tiên năm 1907.